# Lampichthys procerus
El mictófido cabecinegro (Lampichthys procerus), es una especie de pez marino, la única del género Lampichthys, de la familia de los mictófidos o peces linterna.

## Morfología
Su longitud máxima descrita es de 10 cm. Son sexualmente maduros cuando alcanzan una longitud de 8 cm. Son luminiscentes, con hileras de fotóforos a lo largo de su cuerpo. En la aleta dorsal tiene de 16 a 18 radios blandos y en la anal de 21 a 23, ambas sin espinas.

## Distribución y hábitat
Es un pez marino mesopelágico de aguas profundas, oceanódromo, que habita en un rango de profundidad entre 0 y 2.000 metros, ascendiendo a la zona entre 100 y 700 m de noche. Se distribuye por aguas cercanas al polo sur de los tres grandes océanos entre los 23º y 46° de latitud sur circunglobal, en el océano Atlántico, océano Pacífico y océano Índico.
Sus principales depredadores son:
- Peces: el tollo pajarito y la merluza de cola azul.
- Mamíferos: el lobo marino antártico y el león marino subantártico.
- Aves: el pingüino rey.